# Elena Aiello
Elena Aiello, M.P. (10. dubna 1895, Montalto Uffugo – 19. června 1961, Řím) byla italská římskokatolická řeholnice, mystička a stigmatička, zakladatelka a členka kongregace Malých sester od Umučení Ježíše Krista. Katolická církev ji uctívá jako blahoslavenou.

## Život
Narodila se dne 10. dubna 1895 v obci Montalto Uffugo jako třetí z osmi dětí rodičům Pasqualemu Aiellovi a Tereseině Paglillové Její otec byl krejčí. Pokřtěna byla 15. dubna téhož roku jako "Elena Emilia Santa Aiello". Dne 21. června 1904 přijala své první svaté přijímání. Roku 1905 jí zemřela matka.
Chtěla se stát řeholnicí, avšak během v té době zuřící první světové války se místo toho zaměřila na humanitární pomoc lidem, postiženým válkou. Věnovala se také umírajícím, kdy jednoho svobodného zednáře i přes počáteční odpor přemluvila k přijetí svátostí.
Roku 1920 se připojila ke kongregaci Dcer lásky vzácné krve. V té době však začala trpět nekrózou na rameni. Nechala se operovat, avšak kvůli špatně provedeném zákroku, který byl navíc bez anestetika, dostala gangrénu. Všechny bolesti snášela s oddaností, i přesto, že byla kvůli zdravotnímu stavu vyloučena z řeholní komunity, což ji velmi trápilo.
Začala trpět bolestmi od žaludku a byla jí diagnostikována jeho rakovina. Kvůli tomuto onemocnění téměř nemohla jíst. Lékaři viděli její stav jako nevyléčitelný. Roku 1921 se však náhle vyléčila, což připisovala přímluvě sv. Rity z Cascie, ke které se modlila a která se jí také měla zjevit.
Od roku 1923 začala pravidelně na Velký pátek pociťovat stigmata, spojená z vnitřním i zevnějším utrpěním, spojeným s mystickým viděním Krista. Jednou se rodinná služebná Rosaria chystala odejít z domu, když ji uviděla celou od krve. V domnění, že se stala obětí vraždy to běžela oznámit rodině. Když k ní přišli a viděli, že je naživu, zavolali kněze a lékaře, který se snažil zastavit její krvácení, avšak teprve po třech hodinách se krvácení samovolně zastavilo.
Roku 1927 začala mít také vidění Panny Marie, která ji informovala o budoucích událostech. Kromě ní a Ježíše měla také vidění jiných světců, jako sv. Františka z Paoly a Terezie z Lisieux.
Dne 28. ledna 1928 založila novou ženskou řeholní kongregaci Malých sester od Umučení Ježíše Krista. Sama do ní také vstoupila a stala se její generální představenou. Kongregace se začala rozrůstat a spolu s dalšími členkami se věnovala péči o sirotky, o staré lidi a o další potřebné a snažila se také obracet hříšníky.
Zemřela dne 19. června 1961 v Římě poté, co jí bylo uděleno pomazání nemocných. Pohřbena je v kapli mateřského domu jí založené kongregace v Cosenze.

## Úcta
Její beatifikační proces započal dne 7. ledna 1982, čímž obdržela titul služebnice Boží. Dne 22. ledna 1991 ji papež sv. Jan Pavel II. podepsáním dekretu o jejích hrdinských ctnostech prohlásil za ctihodnou. Dne 2. dubna 2011 byl uznán zázrak na její přímluvu, potřebný pro její blahořečení.
Blahořečena pak byla dne 14. září 2011 na Stadio San Vito v Cosenze. Obřadu předsedal jménem papeže Benedikta XVI. kardinál Angelo Amato.
Její památka je připomínána 19. června. Bývá zobrazována v řeholním oděvu.